# William Waddell
Pour les articles homonymes, voir Waddell.
William Waddell, parfois appelé Willie Waddell, est un footballeur international puis entraîneur écossais, né le 7 mars 1921, à Forth (en), South Lanarkshire, et décédé le 14 octobre 1992  à Glasgow. Il évolue au poste d'ailier et est principalement connu pour avoir joué 16 saisons aux Rangers FC qu'il a par la suite entraînés pendant 3 saisons. Il remporte avec ce club 1 Coupe d'Europe des vainqueurs de Coupe, 5 championnats d'Écosse, 4 Coupes d'Écosse et 3 Coupes de la Ligue écossaise. Il fait partie du Rangers FC Hall of Fame et du Scottish Football Hall of Fame, depuis 2005, lors de la deuxième session d'intronisation.
Il compte 18 sélections pour 6 buts inscrits en équipe d'Écosse.

## Biographie

### Carrière en club
Il joue 16 saisons aux Rangers FC, seul club qu'il connaîtra durant sa carrière professionnelle, remportant avec ce club 5 championnats d'Écosse, 4 Coupes d'Écosse et 2 Coupes de la Ligue écossaise.
Après la fin de sa carrière, il devient entraîneur de Kilmarnock, qui connaîtra sous sa houlette sa période la plus faste, terminant quatre fois deuxième du championnat d'Écosse (en 1959-60, 1960-61, 1962-63 et 1963-64) et remportant même le seul titre de champion de l'histoire du club en 1964-65.
Après avoir quitté Kilmarnock en 1965, il se reconvertit dans le journalisme, écrivant des articles pour l'édition écossaise du Daily Express, mais retourne vers le football quatre ans plus tard. Il devient alors l'entraîneur de son club de toujours, les Rangers FC, en remplacement de David White. Il ne rencontre pas le même succès qu'à Kilmarnock sur la scène nationale, même s'il met fin à une période sans titre longue de 6 ans, en remportant la Coupe de la Ligue en 1971. Il remporte par contre le premier et pour l'instant seul trophée européen de l'histoire du club, la Coupe d'Europe des vainqueurs de coupe en 1972, en battant 3-2 le Dynamo Moscou au Nou Camp.
Il était l'entraîneur des Rangers FC lors du désastre d'Ibrox de 1971, au cours duquel 66 supporteurs des Rangers FC perdirent la vie. Très marqué par ce drame, il s'investit énormément dans la transformation d'Ibrox Park pour éviter que cela ne se reproduise, en s'inspirant notamment du Westfalenstadion de Dortmund, construit à partir de 1971 en vue de la Coupe du monde en Allemagne en 1974 et qu'il visita plusieurs fois dans cette optique.
Après avoir quitté son poste d'entraîneur au profit de son assistant, Jock Wallace, il continua à travailler pour les Rangers FC, en tant que manager, directeur général et vice-président du conseil d'administration jusqu'à sa mort en 1992.

### Carrière internationale
William Waddell reçoit 18 sélections pour l'équipe d'Écosse (la première, le 15 mai 1946, pour une victoire 3-1, à l'Hampden Park de Glasgow, contre la Suisse en match amical, la dernière le 3 novembre 1954, pour un match nul 2-2, à l'Hampden Park de Glasgow, contre l'Irlande-du-Nord en British Home Championship). Il inscrit 6 buts lors de ses 18 sélections dont deux doublés.
Il participe avec l'Écosse aux éliminatoires de la Coupe du monde 1950, éliminatoires de la Coupe du monde 1954 et aux British Home Championships de 1947, 1949, 1951, 1952 et 1955.

#### Buts internationaux
| no | Date             | Lieu                       | Adversaire      | Score final | Compétition                       |
| -- | ---------------- | -------------------------- | --------------- | ----------- | --------------------------------- |
| 1  | 19 octobre 1946  | Racecourse Ground, Wrexham | Pays de Galles  | 1-3         | British Home Championship         |
| 2  | 23 octobre 1948  | Ninian Park, Cardiff       | Pays de Galles  | 3-1         | British Home Championship         |
| 3  | 23 octobre 1948  | Ninian Park, Cardiff       | Pays de Galles  | 3-1         | British Home Championship         |
| 4  | 1er octobre 1949 | Windsor Park, Belfast      | Irlande du Nord | 8-2         | Éliminatoires Coupe du monde 1950 |
| 5  | 1er octobre 1949 | Windsor Park, Belfast      | Irlande du Nord | 8-2         | Éliminatoires Coupe du monde 1950 |
| 6  | 20 mai 1951      | Stade du Heysel, Bruxelles | Belgique        | 5-0         | Match amical                      |

## Palmarès

### Comme joueur
- Rangers FC :
  - Champion d'Écosse en 1946-47, 1948-49, 1949-50, 1952-53 et 1955-56
  - Vainqueur de la Coupe d'Écosse en 1948, 1949, 1950 et 1953
  - Vainqueur de la Coupe de la Ligue écossaise en 1947 et 1949

### Comme entraîneur
- Kilmarnock :
  - Champion d'Écosse en 1964-65
- Rangers FC :
  - Vainqueur de la Coupe d'Europe des vainqueurs de Coupe en 1972
  - Vainqueur de la Coupe de la Ligue écossaise en 1971